# Carbonemys cofrinii
Carbonemys cofrinii je fosilní druh želvy, která žila v Kolumbii ve třetihorách, přibližně před 60 až 57 miliony let. Její kostra byla nalezena v roce 2005 v uhelném dole Cerrejón. Carbonemys znamená „uhelná želva“.
Její lebka je dlouhá 24 centimetrů a nalezený krunýř měří 172 centimetrů, což z ní činí jednu z největších známých želv vůbec.
Čelisti Carbonemys cofrinii byly zřejmě dostatečně silné na to, aby mohla zabít a sežrat krokodýla, kterých se tam v tehdejších lesích vyskytovalo dost. Na stejném místě se tehdy vyskytoval také obrovský had Titanoboa.